# MultiChoice Kaleidoscope
MultiChoice Kaleidoscope – platforma satelitarna działająca w latach 1995–1997. Była ona skierowana do mieszkańców Polski, Czech i Węgier.

## Oferta
W skład platformy MultiChoice wchodziło 7 kanałów:
- FilmNet (kanał premium);
- Discovery Channel (popularnonaukowy);
- The Learning Channel (edukacyjny)[2];
- MTV Europe (muzyczno-rozrywkowy);
- CMT Europe (muzyczny poświęcony muzyce country);
- QVC (tele-zakupowy);
- The Adult Channel (erotyczny)[2].

Kanały były kodowane w systemie VideoCrypt 2 i nadawane z satelitów Astra 19.2°E.
Odbiorcy pakietu z Czech mieli również możliwość dokupienia do abonamentu kanału filmowego Cable Plus Film.

## Koniec istnienia pakietu
31 marca 1996 NetHold został wykupiony przez Canal+, a 5 miesięcy później obie firmy połączyły się. 13 lutego 1997 UOKiK wydał pozytywną opinię w sprawie fuzji Canal+ i NetHold, a 2 tygodnie później FilmNet został połączony z polskim oddziałem Canal+, co finalnie spowodowało likwidację pakietu MultiChoice Kaleidoscope.
Część kanałów później dołączyła do oferty platformy Wizja TV, która wystartowała półtora roku po likwidacji platformy MultiChoice.